# Tracy Ducar
Tracy Jean Ducar (geborene Noonan; * 18. Juni 1973 in Lawrence, Massachusetts) ist eine ehemalige US-amerikanische Fußballtorhüterin.

## Karriere

### College
Ab 1992 war sie bis 1995 Teil der Mannschaft der North Carolina Tar Heels.

### Klub
Von 1998 an bis 1999, also über fast die komplette Lebenszeit des Franchise, gehörte sie den Raleigh Wings an und gewann mit ihrer Mannschaft in dieser Zeit zweimal die Meisterschaft in er USL W-League. Danach spielte sie ab dem Jahr 2000 bei dem ebenfalls frisch gegründeten Franchise Boston Breakers in der WUSA, nachdem dieses dann im Jahr 2003 aufgelöst wurde, hörte auch ihre Karriere als Spielerin auf.

### Nationalmannschaft
Nachdem sie ab 1996 Einsätze in der US-Nationalmannschaft hatte, wurde sie auch für den Kader bei der Weltmeisterschaft 1999 nominiert, kam dort aber nicht zum Einsatz. Am Ende war sie aber so Teil der Mannschaft, die den zweiten Weltmeistertitel in der Geschichte des Verbands gewann.